# That Busy Bee
That Busy Bee è un cortometraggio muto del 1904 diretto da Alf Collins.

## Trama
Infastidito da un'ape, un uomo finisce per mangiarsela.

## Produzione
Il film fu prodotto dalla Gaumont British Picture Corporation.

## Distribuzione
Distribuito dalla Gaumont, il film - un breve cortometraggio della lunghezza di 22,6 metri - uscì nelle sale cinematografiche britanniche nel gennaio 1904.